# هال ماكراي
هال ماكراي (بالإنجليزية: Hal McRae)‏ هو لاعب كرة قاعدة أمريكي، ولد في 10 يوليو 1945 في أفون بارك في الولايات المتحدة.

## وصلات خارجية
- هال ماكراي على موقع دوري كرة القاعدة الرئيسي (الإنجليزية)
- هال ماكراي على موقعبيزبول رفرنس.كوم (الدوري الرئيسي) (الإنجليزية)
- هال ماكراي على موقعبيزبول رفرنس.كوم (الدوري الثانوي) (الإنجليزية)
- هال ماكراي على موقع إي إس بي إن.كوم (أم.أل.بي) (الإنجليزية)
- هال ماكراي على موقع مشجعي الرسوم البيانية (الإنجليزية)
- هال ماكراي على موقع قاعة فلوريدا للمشاهير الرياضية (الإنجليزية)
- هال ماكراي على موقع الموسوعة البريطانية (الإنجليزية)